# Microtargeting
Microtargeting is een vorm van adverteren waarbij op basis van data een zeer specifieke doelgroep wordt geselecteerd. Dit kan betekenen dat een advertentie alleen aan een bepaalde groep vertoond wordt, maar ook dat de ene gebruiker een net wat andere versie van dezelfde advertentie krijgt dan de andere. Het gebruik ervan voor politieke campagnes is controversieel.

## Geschiedenis
Politieke microtargeting werd in het begin vooral gebruikt in de Verenigde Staten, in de vorm van langs de deuren gaan. De opkomst van sociale media bood hiervoor nog meer kansen. Het gebruik van data werd gezien als belangrijke reden waarom Barack Obama de Amerikaanse presidentsverkiezingen van 2012 won. Het schandaal rond Cambridge Analytica, dat tijdens de Amerikaanse presidentsverkiezingen van 2016 gebruikt werd door kandidaten Donald Trump, Ted Cruz en Ben Carson, legde nog verder bloot in welke mate microtargeting werd toegepast.
In de jaren 2010 begon politieke microtargeting ook gebruikt te worden in Europa. Zo werd bekend dat Cambridge Analytica ook betrokken was bij het succesvolle Brexit-referendum.

## Gebruik in Nederland
Tot de Tweede Kamerverkiezingen van 2017 werd er nauwelijks gebruik gemaakt van politieke microtargeting in Nederland. Tijdens die verkiezingen werkte GroenLinks samen met Blue State Digital. Ook ontwikkelde de partij een app om te bepalen bij welke adressen langsgaan de meeste potentie had. Ook PvdA, CDA en D66 erkenden tijdens die verkiezing gebruik gemaakt te hebben van microtargeting.
Tijdens de gemeenteraadsverkiezingen van 2018 kwam er kritiek op microtargeting van de Haagse afdeling van D66. Die had bij verschillende doelgroepen andere afbeeldingen gebruikt in reclames. In 2019 heeft die partij restricties over microtargeting opgenomen.
Om desinformatie tegen te gaan, werd er in de aanloop naar de Tweede Kamerverkiezingen van 2021 een "Nederlandse Gedragscode Transparantie Online Politieke Advertenties" opgesteld. Deze was geïnitieerd door minister van Binnenlandse Zaken Kajsa Ollongren en werd ondertekend door alle partijen behalve de PVV en FVD. Wat betreft microtargeting committeerden partijen zich ertoe om "ethische grenzen aan te houden bij het koppelen van verschillende datasets en het uploaden ervan naar online platforms ten behoeve van microtargeting'.
De aangekondigde vernieuwing van de Wet op de politieke partijen zal naar verwachting verdere beperkingen bevatten op het gebied van politieke microtargeting.
FVD, VVD en CDA worden gezien als het minst terughoudend als het gaat om microtargeten.

## Kritiek
Hoewel politieke microtargeting door sommigen gezien wordt als een effectieve manier van campagne voeren, is er ook veel kritiek. Zo zijn er zorgen rondom privacy. Microtargeting kan ook gebruikt worden om mensen te misleiden. Zo kan aan verschillende kiezers andere informatie gepresenteerd worden. Verder vergroot het de macht van grote internetplatformen, omdat zij als poortwachter kunnen dienen. Ook draagt het bij aan versplintering van het publieke debat, met polarisatie en desinformatie als potentiële gevolgen.
Ook zijn er twijfels over de effectiviteit van microtargeting.